# Система межполушарных соединений
Система межполушарных соединений — система пучков нервных волокон (белого вещества, состоящего из аксонов отдельных нейронов), соединяющих полушария мозга на разных уровнях их организации.
К системе межполушарных соединений относятся, в частности, мозолистое тело, передняя комиссура, задняя комиссура, обеспечивающие связь в основном на уровне коры больших полушарий, спайка свода, обеспечивающая связь между собой левой и правой половинок гиппокампа, спайка поводков, обеспечивающая связь между собой левого и правого поводков (левой и правой хабенул) эпиталамуса, межталамическое сращение, обеспечивающее связь между собой левой и правой половинок таламуса, спайки верхних и нижних холмиков четверохолмия, а также червь мозжечка, обеспечивающий связь между собой полушарий мозжечка.

## Филогенетическая эволюция
Имеющиеся данные позволяют предполагать, что развитие и усложнение функциональной организации головного мозга хордовых животных в ходе эволюции шло в направлении «снизу вверх», или «от заднего конца к переднему» — в направлении наращивания новых, всё более развитых и сложных, всё более гибко адаптивных и всё более узко специализированных, структур мозга поверх уже имеющихся структур. Старые структуры мозга при этом сами остаются относительно неизменными (эволюционный консерватизм), но утрачивают часть своих прежних физиологических функций (иногда при этом они также частично атрофируются анатомически), и передают утраченную часть функциональности новым, более развитым и сложным, более специализированным и обладающим большей гибкостью и адаптивностью структурам.
Билатеральная симметрия как тела, так и мозга возникла в ходе эволюции живых существ очень рано, и свойственна не только хордовым, но и членистоногим и моллюскам. Их центральный нервный узел уже достаточно сложен для того, чтобы его можно было называть мозгом. Он также имеет достаточно чётко выраженные левую и правую половинки, и также имеет систему связей между этими половинками, причём на разных уровнях. Судя по имеющимся молекулярно-генетическим данным, очень рано в ходе эволюции возникло и разделение единого первичного мозгового пузыря («протомозга») на две симметричные половинки — на два полушария. Вероятно, оно возникло уже у общего предка хордовых и членистоногих — у так называемых урбилатерий.
В дальнейшем, по мере усложнения организации головного мозга предков хордовых и образования новых мозговых структур поверх уже имеющихся, на каждом этапе между половинками вновь образовавшихся структур возникало новое межполушарное соединение. Старое же межполушарное соединение, параллельно утрате части функций соединяемыми им структурами мозга и возникновению новых структур с их новым межполушарным соединением, частично утрачивало своё значение в информационном обмене между полушариями. Большая часть информации между полушариями передавалась по вновь возникшему соединению. Нередко старое межполушарное соединение подвергалось при этом и частичной или полной анатомической атрофии, как это произошло с межталамическим сращением у человека и приматов.